# Michael Umaña
Míchael Umaña Corrales (født 16. juli 1982 i Santa Ana) er en professionel fodboldspiller fra Costa Rica. Han spiller i forsvaret hos Deportivo Saprissa Costa Rica.